# BeyondC
BeyondC: Quantum Information Systems Beyond Classical Capabilities ist ein im März 2019 gestarteter, auf 10 Jahre Laufzeit angesetzter Spezialforschungsbereich (SFB) des österreichischen Fonds zur Förderung der wissenschaftlichen Forschung (FWF) mit der Nummer F71, in Kooperation mit der Deutschen Forschungsgemeinschaft (DFG). Das Projekt tritt die Nachfolge der quantenphysikalischen Spezialforschungsbereiche CMCQ (F15, 1999–2008) und FoQus (F40, 2009–2018) an.
Die österreichweite Kooperation zwischen der Universität Innsbruck, der Universität Wien, dem Institut für Quantenoptik und Quanteninformation und dem Institute of Science and Technology Austria sowie dem deutschen Max-Planck-Institut für Quantenoptik in Garching will die Forschungsergebnisse der letzten Jahrzehnte ausbauen und neue Meilensteine auf dem Weg zum vollwertigen Quantencomputer setzen. Außerdem will BeyondC junge Wissenschaftler fördern, insbesondere auch den weiblichen Nachwuchs, und in der Öffentlichkeit das Bewusstsein für Österreichs Vorreiterrolle in der Quantenphysik stärken.
Den Vorsitz von BeyondC stellt der Experimentalphysiker Philip Walther von der Universität Wien, stellvertretend die an der Innsbruck Innsbruck tätige Experimentalphysikerin Tracy Northup (bis 2022 die theoretische Physikerin Barbara Kraus, ebenfalls von der Universität Innsbruck). Der SFB ist in 12 Forschungsgruppen organisiert; Gruppenleiter sind neben Walther und Kraus unter anderem Gregor Weihs, Ignacio Cirac und Hans J. Briegel. Der FWF finanziert den Forschungsbereich mit 5,3 Millionen €, dazu kommen 280.000 € von der DFG.